# Västra Kroksjön
Västra Kroksjön är en sjö i Karlshamns kommun i Blekinge och ingår i Bräkneån-Mieåns kustområde. Sjön har en area på 0,173 kvadratkilometer och ligger 38,7 meter över havet.

## Delavrinningsområde
Västra Kroksjön ingår i det delavrinningsområde (623556-144427) som SMHI kallar för Ovan Klockarebäcken. Medelhöjden är 49 meter över havet och ytan är 46,29 kvadratkilometer. Det finns ett avrinningsområde uppströms, och räknas det in blir den ackumulerade arean 56,05 kvadratkilometer. Avrinningsområdets utflöde Siggarpsån (Valbäcken) mynnar i havet. Avrinningsområdet består mestadels av skog (71 %) och jordbruk (16 %). Avrinningsområdet har 1,2 kvadratkilometer vattenytor vilket ger det en sjöprocent på 2,6 %.